# Phía bên kia nửa đêm
Phía bên kia nửa đêm (nguyên tác: The Other Side of Midnight) là một tiểu thuyết của nhà văn Sidney Sheldon, được xuất bản lần đầu tiên vào năm 1973. Tác phẩm từng đứng đầu trong danh sách các sách bán chạy theo thống kê của tờ New York Times. Tác phẩm đã được chuyển thể thành một bộ phim cùng tên do Charles Jarrott đạo diễn vào năm 1977. Tại Nhật Bản, tác phẩm được chuyển thể thành truyện đọc, với giọng đọc của Yoko Kanno và Maaya Sakamoto.

## Tóm tắt nội dung
Bối cảnh trong tác phẩm xảy ra trước, trong và sau thế chiến thứ hai. Truyện tập trung vào hai người phụ nữ. Người thứ nhất là cô gái xinh đẹp Noelle Page, sinh trưởng trong một gia đình ngư dân ở Marseille, Pháp. Người thứ hai là một cô gái Mỹ, thông minh nhưng hơi nhút nhát Catherine Alexander.
Noelle là kết quả của một lần gặp gỡ vụng trộm giữa mẹ cô và một thủy thủ ở Marseille, nhưng mẹ cô không cho chồng mình biết diều đó. Người cha trên giấy tờ của cô coi cô là một "công chúa" và quyết định kiếm tiền từ sắc đẹp của cô bằng việc ép Noelle ngủ với chủ tiệm may quần áo Auguste Lanchon. Sau vụ đó, niềm tin vào gia đình sụp đổ, Noelle bỏ trốn lên Paris, có tình cảm với anh chàng phi công người Mỹ, đang tham gia thế chiến thứ hai cho quân Anh, Larry Douglas. Hai người hứa hẹn cưới nhau. Tuy nhiên Larry đối với Noelle chỉ là chơi bời. Anh ta làm nhiệm vụ phi công ở Anh, không quay lại, bỏ rơi và quên luôn Noelle. Noelle phát hiện mình có thai với Larry, căm hận và đã phá thai khi mang bầu đến năm tháng rưỡi. Cô quyết tâm trả thù Larry, người đã lừa dối, hủy hoại đời mình. Noelle thuê một thám tử tư là Barbet theo dõi, tìm kiếm thông tin về Larry Douglas khi anh ta chiến đấu trong không quân Anh.
Catherine sinh ra ở Mỹ, có cha là người nhiều ước mơ nhưng không thực hiện được. Catherine hay xấu hổ vì mình vẫn còn là một trinh nữ khi vào đại học. Bạn bè đại học thường coi cô là đồng tính nữ. Sau khi học xong đại học, Catherine bỏ lên Washington kiếm việc và gặp Bill Fraser. Hai người có tình cảm và đã hứa hôn, nhưng cuối cùng Catherine trúng phải tiếng sét ái tình khi gặp Larry Douglas. Cô hủy hôn với Fraser, cưới Larry.
Để bước lên đài danh vọng, Noelle kết thân, trở thành tình nhân của nhiều nhà soạn kịch, đạo diễn danh tiếng. Nhờ đó, cộng thêm với tài năng bản thân, cô dần trở thành một diễn viên nổi tiếng, cả trên sân khấu kịch và điện ảnh. Cuối cùng, cô trở thành tình nhân của Constantin Demiris, một doanh nhân Hy Lạp, một trong những người giàu có và thế lực bậc nhất thế giới. Noelle sang Hy Lạp sống cùng Demiris.
Khi thế chiến thứ hai kết thúc, Larry trở về Mỹ, thất nghiệp. Anh ta xin vào làm ở một số hãng hàng không, nhưng sau một thời gian ngắn đều bị thôi việc vì lý do khách quan hoặc chủ quan. Noelle biết được tin này, tìm cách hỗ trợ tiền bạc cho người phi công riêng của Demiris, một bạn chiến đấu cũ của Larry, lập nghiệp bên Úc và xin thôi việc. Anh này giới thiệu Larry thay chân mình. Noelle có cơ hội gặp lại Larry.
Ở bên Mỹ, Larry biết được thông tin có việc, hăm hở sang Hy Lạp và đồng ý làm phi công riêng cho Demiris. Catherine vì yêu chồng nên sẵn sàng từ bỏ công việc đang thuận lợi ở Mỹ, qua Hy Lạp sống với Larry. Khi gặp Noelle, Larry không nhận ra cô sau tám năm. Từ chỗ hận thù, khi gặp lại, Noelle lại đem lòng yêu Larry. Sau một thời gian, hai người quan hệ vụng trộm với nhau. Để có thể ở bên nhau, Noelle xúi giục Larry giết vợ. Sau một số lần không thành công, lần cuối, Catherine bị chồng bỏ lạc trong một cái hang khi cùng vào thám hiểm, vấp ngã và bất tỉnh. Sau khi được cứu ra, đêm đó, Catherine biết chồng cùng tình nhân mưu giết mình nên chạy trốn ra một cái hồ gần đó, bơi thuyền và bị ngã, mất tích.
Trong khi đó, Demiris dần biết được quan hệ giữa Noelle và Larry. Sau khi Catherine mất tích, với những nhân chứng, bằng chứng khác nhau, Noelle và Larry bị bắt với âm mưu sát hại Catherine. Demiris đã thuê luật sư giỏi nhất Hy Lạp là Chotas biện hộ cho Noelle. Sau nhiều ngày tranh luận ở tòa, Chotas có những lập luận sắc sảo và tòa không đưa ra được kết luận cuối cùng. Ngày cuối, Chotas bày cho Noelle và Larry nhận tội để được khoan hồng. Noelle và Larry nghe theo, nhận tội. Tuy nhiên lúc tòa tuyên án tử hình cả hai, họ mới biết mắc bẫy Chotas, cũng là mắc bẫy Demiris. Theo luật Hy Lạp, tòa không thể buộc tội họ, vì không tìm thấy xác Catherine, trừ khi họ tự nhận tội. Demiris đã lệnh cho Chotas biện hộ sao cho Noelle tưởng gần thoát tội thì gài bẫy để Noelle tự nhận tội và mắc mưu. Noelle lúc này mới biết Demiris đã trả thù mình ngay lập tức chứ không đợi sau này.
Sau một thời gian giam cầm, Noelle và Larry bị tử hình. Catherine không chết mà được các xơ ở một nhà tu nữ gần hồ đó cứu vào đêm cô bị ngã xuống hồ, tuy nhiên trở nên mất trí. Demiris nhờ nhà tu đó chăm sóc Catherine đến cuối đời.

## Bản dịch tiếng Việt
Bản dịch tiếng Việt với tên Phía bên kia nửa đêm được Bá Kim dịch, Nhà xuất bản Lao động ấn hành năm 2000, tái bản 2006 .